# Paul Colberg

Paul Colberg, ca. 1893

Paul Colberg mit Ehefrau Frieda, Hochzeitsfoto, ca. 1898

Konzertprogramm vom 14. Dezember 1902 im Salon Bertrand Roth

Paul Colberg, um 1905

Anzeige zur Eröffnung des Musiksalon Colberg, 1908

Konzertprogramm vom 2. Dezember 1910 im Vereinshaussaale in Dresden mit eigen Werken (Vorderseite)

Konzertprogramm vom 2. Dezember 1910 im Vereinshaussaale in Dresden mit eigen Werken (Rückseite)

Paul Colberg (* 9. Februar 1863 in Halle (Saale); † 16. November 1926 in Berlin-Schöneberg) war ein deutscher Pianist und Komponist.

## Leben
Paul Colberg war das erste von drei Kindern des Versicherungsdirektors Carl Otto Paul Colberg (1837–1906) und seiner Frau Emilie, geborene Keerl (1839–1905). Seine Jugend verbrachte er in Halle bei seinem Großvater Franz Colberg, um in der Familienpension mitzuarbeiten. Nach einer kurzen, nicht abgeschlossenen Lehre in Dresden als Mechaniker, begann er ein Studium am dortigen Konservatorium in der Klasse von Wilhelm Rischbieter, das er ohne Abschluss abbrach, um nach Amerika auszuwandern.
Colberg erreichte am 1. Oktober 1888 New York, um als Musiker in Los Angeles seinen Lebensunterhalt zu verdienen. 1889 wurde er Gründungsmitglied der dortigen „Lodge of the Red Men“.
Bereits 1892 kehrte er nach Europa zurück und lebte zunächst einige Jahre im Elternhaus in Dresden.
Ab Herbst 1896 lebte er mit seiner ersten Frau Frieda, geborene Schmidt (1874–1946) in London, wo auch mehrere seiner Werke verlegt wurden.
Im Sommer 1901 kehrte er nach Dresden zurück und lebte mit seiner Frau von 1902 bis 1913 in der Hohe Straße 38, dessen Haus sie zuvor gekauft hatte. Im Parterre des gleichen Hauses wohnte seit 1913 bis zu seinem Tode 1916 auch der Komponist und Pianist Paul Zuleger.
1913 verließ Colberg seine 11 Jahre jüngere Frau sowie die beiden Kinder Helene (1901–1986) und Henrik (1904–1982), blieb aber zunächst in Dresden. 1914 heiratete er seine zweite Frau Elisabeth, geb. Paasch (1890–1919), und wechselte dann 1917 nach Berlin. Mit seiner dritten Frau Lina, geb. Loschke (1878–1963), wohnte er in Schöneberg, Bahnstraße 40 (heute Crellestrasse) und arbeitete bis zu seinem Tod 1926 wieder als Lehrer und Komponist.
Er wurde – wie auch seine Frau – auf dem Friedhof Wilmersdorf in Berlin beigesetzt.

## Musikalische Laufbahn
Um 1889 gründete Colberg in Los Angeles zusammen mit dem Bariton W.R. Stoll, dem Cellisten Bernhart Bierlich und dem Geiger Georg Seemann das ‚German Conservatory of Music‘, dessen erster Direktor er wurde. Er unterrichtete und gab zusammen mit seinen Kollegen und anderen Künstlern, wie dem Geiger L. Tomaszewicz Konzerte. Die Zeit war allerdings von Geldmangel geprägt, sodass Colberg auch als Schauspieler und Sänger auftrat.
Nach seiner Rückkehr 1892 nach Europa veröffentlichte der Verlag Forlivesi in Florenz 1894 mehrere seiner Werke, darunter u. a. die erwähnte Violinsonate. Die Zeitung berichtete 1895 über ein Treffen mit Carl Goldmark und Alberto Franchetti in Wien. Colberg trat in Dresden wieder als Pianist auf und organisierte dort die Aufführung seiner Werke.
Hier lernte er auch den damals in Blasewitz lebenden Geiger August Wilhelmj kennen und folgte ihm später nach London, wo Wilhelmj ihm 1898 eine Anstellung als Professor an der London Academy verschaffte.
1901 nach Dresden zurückgekehrt arbeitete Colberg als Dirigent und Lehrer für Musiktheorie, gab Klavierunterricht und trat immer wieder als Interpret eigener Werke auf, so z. B. am 14. Dezember 1902 im Salon Bertrand Roth. Die Zeitschrift Die Musik schrieb hierzu:

„In einer der Vormittagsaufführungen im Musiksalon Bertrand Roth, der immer mehr der sonntägliche Sammelpunkt unserer ersten und ernstesten musikalischen Kreise wird, kam der Komponist Paul Colberg mit einer Reihe eigener Werke zu Wort, in denen er ein schönes, wohlgebildetes und nach hohen Zielen strebendes Talent bekundete.“

Am 14. März 1904 dirigierte Colberg in Dresden eine Aufführung mit Auszügen aus seiner Oper 'The Jacobite Regiment’ zugunsten des Albertvereins. 1908 leitete er die Dresdner Erstaufführung des Klavierkonzerts von Ferruccio Busoni mit dem Pianisten Mark Günzburg. 1908 eröffnete er auch den Musiksalon Colberg im Parterre seines Wohnhauses, der bis 1912 bestehen blieb.
Die in den Jahren 1910 bis 1912 von Colberg zusammen mit dem Dichter Friedrich Ernst Köhler-Haussen (1872–1946) komponierten Sprechtondichtungen Das große Narrenspiel (Premiere: 26. oder 27. November 1910 in Chemnitz) und Der gläserne Berg (Premiere: Oktober 1911 in Chemnitz) stellen als „Vereinigung des gesprochenen Wortes mit der Musik“ eine Novität dar, die neben einer durchweg positiven Aufnahme in Dresden und Umgebung auch in überregionalen Musikzeitschriften mehrfach rezensiert wird. Die Aufnahme bei der überregionalen Kritik war reservierter:

„Mit einer beachtenswerten Neuheit trat in einem eigenen Konzert Paul Colberg hervor. Er hat den Gedichtzyklus ‚Das große Narrenspiel‘ von F. Köhler-Haussen zu einer ‚Sprechtondichtung‘ ausgestaltet, die einen Versuch darstellt, die Elemente der Programmmusik mit denen des Melodramas zu verschmelzen und auf diese Weise zu einer neuen Kunstgattung zu gelangen. Unter Trompetenfanfaren tritt der Sprecher auf und nach dessen Prolog setzt das Orchester ein. Die einzelnen Gedichte des Zyklus sind teils den Orchestersätzen als Programm vorangestellt, teils mit dem instrumentalen Teil melodramatisch verbunden. Da die Musik entsprechend den leidenschaftlichen, symbolischen Inhalt der Dichtung sehr stimmungsreich ist und Colberg über frische Erfindung und starke Charakterisierungsgabe verfügt, so ist die Gesamtwirkung von eigenartigem Reiz. Die Aufnahme war für Komponist und Textdichter sehr ehrenvoll.“

„Die Sprechtondichtung ‚Das große Narrenspiel‘ von P. Colberg, Dichtung von Köhler-Haussen (Uraufführung) sucht das Gebiet des Melodramas zu erweitern, indem es auch selbstständige Instrumentalsätze der Dichtung einfügt, die ihre Erklärung und Berechtigung nur in dieser selbst finden. Die Musik charakterisiert gut, zeigt aber nicht durchgängig vornehmen Geschmack.“

Beide Werke schafften es nicht, gedruckt zu werden. Nur die Texte von Köhler-Haussen wurden zusammen mit Notenbeispielen 1911 im Epistel-Verlag gedruckt.
In seiner Berliner Zeit veröffentlichte Colberg nur noch zwei Werke: 1919 erschien „Die Nacht“ für Cello und Klavier und 1922 die beiden Lieder für Gesang, Flöte und Klavier als Auftragswerk des jüdischen Flötisten Alfred Lichtenstein (1901–1986). Aufführungen sind nicht mehr nachweisbar.

### „Als fahrender Musikant in Kalifornien“
1907 veröffentlichte Colberg ein Buch mit dem Titel „Als fahrender Musikant in Californien“.
Das Vorwort beginnt mit den Worten:

„Nachstehendes Büchlein gibt in der Hauptsache das Tagebuch eines Freundes und Fachgenossen wieder.“

Es endet mit:

„Möge das Ganze den Erfolg haben, die große Zahl der auf Geradewohl nach Amerika pilgernden Deutschen vor planlosem, mittellosen Auswandern zu warnen.“

Das Buch schildert im ersten Teil von Herbst 1889 bis Sommer 1891 die Gründung und den Aufbau des ‚German Conservatory of Music‘ und die damit verbundenen finanziellen Schwierigkeiten. Der zweite Teil spielt im Sommer 1891 und beschreibt einen abenteuerlichen Klaviertransport durch die mexikanische Wüste, die anschließende Flucht vor Dieben, Notwehr bei einem Überfall, erneute Flucht vor Dieben per Schiff und die Rückkehr nach San Diego.
Anhand des Los Angeles Herald der Jahre 1889–1892 lassen sich die im Buch genannten Personen fast vollständig als Musikerkollegen und Schüler Colbergs identifizieren. Im Adressbuch (city directory) von Los Angeles des Jahres 1891 wird Colberg zudem als Direktor des ‚German Conservatory of Music‘ aufgelistet. Colberg war zudem Klavierbegleiter des Geigers Emil Seiffert auf dessen Abschiedstournee in Los Angeles. Da Emil Seiffert später in einen Betrugsprozess verwickelt war und in Berlin verurteilt wurde, wäre Colberg auch in Deutschland leicht als Autor identifizierbar gewesen, daher änderte er dessen Namen in Emil Schille.
Ein ganzes Kapitel nehmen die Umstände um das Konzert auf dem Kriegsschiff ‚Charleston‘ ein, das um den 12. Juli 1891 stattgefunden haben muss. Zwar ist die ‚Charleston‘ Ende Juli in Santa Monica nachweisbar, aber das Konzert ist im Los Angeles Herald nicht nachweisbar.

## Werke
Die Werke sind heute vergessen.

### Im Druck erschienene Werke
Die Werke sind nach Erscheinungsjahr und -ort gruppiert, der zumeist auch der jeweilige Aufenthaltsort von Colberg war.
Italien 1892–1893
- Agnus Dei für 3 Stimmen
- Ave Maria für Mandoline oder Violine und Klavier
- Violinsonate d-moll, 1893 (komponiert Herbst 1891 bis März 1892 in Los Angeles; gewidmet August Wilhelmj)

Dresden 1894–1895
- 4 Lieder für Gesang und Klavier, 1894

1. Womit hab’ ich dich erzürnt (komponiert 1890 in Los Angeles)
2. Das alte Lied
3. An die Mädchen – Ihr besonders dauert mich für Gesang und Klavier (Text: Ludwig Uhland)
4. Studentenabschied (auch für Männerchor mit Klavier erschienen)

- Wiegenlied/Cradle Song für Gesang, Violine und Klavier (komponiert 1880 in Dresden), 1894
- Aus alter Zeit/Da tempi passati – Menuett für Klavier (komponiert 1886 in Dresden; auch für Orchester erschienen), 1895
- Sang der Deutschen Marine – Transkription für Klavier nach op.116/11 von Karl Heinrich Döring, 1895

London 1896–1901
- Reverie für Violine und Klavier, 1897
- Andante appassionato für Violine und Klavier
- Blumenlied für Gesang und Klavier (Text: Anna Meyer)[40]
- Cavatine für Violine und Klavier, 1899
- Conzert Walzer für Klavier, 1899
- Forget me not für Gesang und Klavier, 1900
- Flötenkonzert (Kadenz: Philipp Wunderlich[41]), ca. 1900
- Legende für Klavier
- Scherzo brillante für Klavier, 1900
- 3 Sketches für Klavier, 1898

1. Arabesque
2. Melancholie
3. Fughetta

- Song of the Mermaid für Gesang und Klavier
- Wake! Oh, Wind!/Wach', o Wind! für Gesang und Klavier (Text: Lisa Rötig)

Dresden 1902–1916
- Das Jakobiter Regiment/The Jacobite Regiment – Oper (Text: J. Mewburn Levien, H.O. Nicholson, 1902)[42]
- Eine Melodie für Violine und Klavier, London, 1907
- Spanisches Liedchen/As my Mother Dear Doth Scold für Gesang und Klavier (komponiert 1888 in Los Angeles), 1910
- Der gläserne Berg – Sprechtondichtung (Text: Friedrich Ernst Köhler-Haussen), 1911[43]
- Das große Narrenspiel – Sprechtondichtung (Text: Friedrich Ernst Köhler-Haussen), 1911
- Schlummerlied – Transkription für Klavier nach Gustav Adolf Gunkel, 1911

Berlin 1917–1926
- Albumblatt für Klavier in Es-Dur, 1919
- Die Nacht für Violoncello und Klavier, 1919
- 2 Lieder für Gesang, Flöte und Klavier, 1922 (Text: Leo Heller (1876–1941))

1. Der verunglückte Mond: 'Der Mond fiel in die Blumen'
2. Besuch: 'Guten Abend, Junker Fadenschein'

Bücher
- Die Anfangsgründe der Harmonielehre, 1894
- The Study of Harmony, 1898
- Als fahrender Musikant in Californien: Erlebnisse und Abenteuer eines Deutschen, Dresden 1907, Volltext online im Internet Archive
- Harmony easily and progressively arranged, 1908

### Aufgeführte Werke
Colberg hatte in seinen Konzerten versucht, bevorzugt eigene Werke vorzutragen. Folgende Werke sind über Bücher, Konzertprogramme und -kritiken belegt, aber nicht im Druck nachweisbar. Manuskripte sind nicht erhalten.
Los Angeles 1889–1892
- Festival – Ouvertüre (komponiert 1888) – 14. März 1889 (Paul Colberg mit Orchester)
  - arrangiert für Klavier 4-händig – 16. August 1889 (Paul Colberg und Asbury Kent) und 10. März 1892 (Mr. Chas. Ward und Paul Colberg)
- Truly Fate is most unkind für Gesang und Klavier (komponiert 1888) – 10. März 1892 (Ethel Graham und Paul Colberg)
- Streichquartett (komponiert 1889) – angekündigt für das Konzert am 10. März 1892, aber Aufführung abgesagt

London 1896–1901
- Sinfonische Variationen für Streicher – 26. Juli 1899 (London Academy of Music)[44]

Dresden 1902–1916
- Sinfonische Variationen und Menuett für Violine, Flöte, Cello und Klavier – 14. Dezember 1902 Musik-Salon Bertrand Roth

Berlin 1917–1926
- Quartett in a-moll für Flöte, Violine, Viola und Cello (uraufgeführt am 2. Januar 1921? in Berlin)[45]

### Unveröffentlichte Werke
Dresden 1902–1916 
- Quartett in a-moll für Flöte, Violine, Viola und Cello
- Sinfonie in d-moll
- Trio in Es-Dur für Klarinette, Viola und Klavier

Berlin 1917–1926
- Kammersinfonie Nr. 2 in Es-Dur (komponiert Sommer 1921) – (Manuskript im Nachlass des jüdischen Flötisten Alfred Lichtenstein (1901–1986) im Leo Baeck Institute, New York)
- Schicksalsklänge – Sinfonische Dichtung[47]
- Amors Triumphzug – Sinfonische Dichtung nach Francesco Petrarca
- Konzert für Klavier